# Петропавловский сельский совет (Волчанский район)
Петропавловский сельский совет — входит в состав 
Волчанского района Харьковской области
Украины.
Административный центр сельского совета находится в 
селе Петропавловка.

## История
- 1917 — дата образования данного сельского Совета депутатов трудящихся в составе ... волости Волчанского уезда Харьковской губернии Российской республики.
- С марта 1923 года — в составе Волчанского района Ха́рьковского о́круга, с февраля 1932 — в Харьковской области Украинской Советской Социалистической Республики.
- После 17 июля 2020 года в рамках административно-территориальной «реформы» по новому делению Харьковской области[2][3] данный сельский совет, как и весь Волчанский район Харьковской области, был упразднён; входящие в него населённые пункты и его территории присоединены к … территориальной общине Чугуевского района.
- Сельсовет просуществовал 103 года.

## Населённые пункты совета
- село Петропавловка
- село Аннополье
- село Гарбузовка